# Arbetarskyddsstyrelsen
Arbetarskyddsstyrelsen (ASS) var en svensk myndighet med ansvar för arbetarskyddsfrågor. ASS inrättades 1949 och hade sitt huvudkontor i Solna. ASS ingick i Arbetarskyddsverket och var chefsmyndighet för Yrkesinspektionen (YI). ASS och YI ombildades 2001 till Arbetsmiljöverket (AV). Kenth Pettersson var ASS:s sista och AV:s första generaldirektör. Arbetarskyddsstyrelsens föreskrifter gavs ut i Arbetarskyddsstyrelsens författningssamling AFS.